# Eching, Oberbayern
Eching är en kommun och ort i Landkreis Freising i Regierungsbezirk Oberbayern i förbundslandet Bayern i Tyskland.
I Eching öppnades Tysklands första IKEA år 1974. 